# Pod presją (film 1996)
Pod presją – amerykański thriller z 1996 roku na podstawie powieści George’a Greena.

## Główne role
- Demi Moore - Annie Laird
- Alec Baldwin - nauczyciel
- Joseph Gordon-Levitt - Oliver Laird
- Anne Heche - Juliet
- James Gandolfini - Eddie
- Lindsay Crouse - Tallow
- Tony Lo Bianco - Louie Boffano
- Michael Constantine - sędzia Weitzel
- Matt Craven - Boone